# Вікнянська сільська рада (Тлумацький район)
| Вікнянська сільська рада — колишній орган місцевого самоврядування у Тлумацькому районі Івано-Франківської області з адміністративним центром у с. Вікняни. Утворена 21 лютого 1995 року. Водоймища на території, підпорядкованій даній раді: річка Дністер. Сільській раді були підпорядковані населені пункти: - с. Вікняни |

## Склад ради
Рада складалася з 15 депутатів та голови.

### Керівний склад ради
| ПІБ                            | Основні відомості                                                                                     | Дата обрання | Дата звільнення |
| ------------------------------ | --- | ------------ | --------------- |
| Красняк Мирослав Володимирович | Сільський голова, 1961 року народження, освіта, член Соціал-демократичної партії України (об'єднаної) | 26.03.2006   | 31.10.2010      |
| Красняк Мирослав Володимирович | Сільський голова, 1961 року народження, освіта середня спеціальна, безпартійний                       | 31.10.2010   |                 |

Примітка: таблиця складена за даними джерела